# لویزا
لوئیزا، همچنین لوزا، محله ای در منطقه بوگاندا اوگاندا است. املای آوایی صحیح مطابق با زبان محلی گاندا لوئیزا است. این محله در شهر تازه ایجاد شده ساباگابو واقع شده‌است.
لوئیزا در درجه اول محله مسکونی و تجاری طبقه کارگر است. تا اکتبر ۲۰۱۷، ۶۸ درصد از ساکنان فاقد آب آشامیدنی تمیز بودند.